# Аксентьево (Ярославская область)
В Ярославской области есть три деревни с похожим названием Аксенцево.
Аксентьево — деревня Фоминского сельского округа Константиновского сельского поселения Тутаевского района Ярославской области.

## География
Деревня находится в центре сельского поселения, к юго-востоку от Тутаева и к югу от посёлка Константиновский.
Расположена с юго-западной стороны федеральной трассы Р151 Ярославль — Тутаев, при пересечении с рекой Печегда.
Деревня стоит на левом северо-западном высоком и обрывистом берегу реки, которая протекает в глубокой долине. Устье реки находится на расстоянии около 2,5 км к северо-востоку на территории посёлка Константиновский. На том же левом берегу реки, но ниже по течению, с другой стороны федеральной трассы стоит деревня Коромыслово. В противоположном направлении, выше по течению Печегды, на расстоянии около 1,5 км стоит деревня Михальцево. С северо-запада деревня практически соприкасается с деревней Пустово, стоящей непоследственно на федеральной трассе.

## История
Деревня Аксентьева указана на плане Генерального межевания Борисоглебского уезда 1792 года. В 1825 Борисоглебский уезд был объединён с Романовским уездом. По сведениям 1859 года деревня относилась к Романово-Борисоглебскому уезду.

## Население
На 25 июля 2022 года в деревне Аксентьево  1 человек постоянный житель. По карте 1975 года в деревне жило 11 человек.

## Инфраструктура
Деревню обслуживает почтовое отделение, находящееся в посёлке Константиновский.